# Ушанка

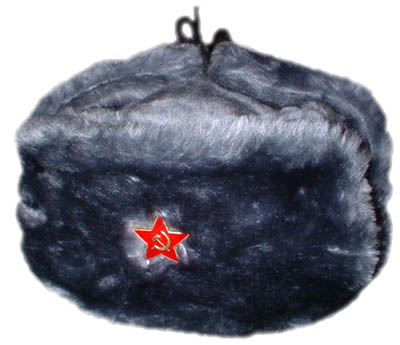
Ушанка из искусственного меха, с красной звездой — сувенир для иностранных туристов

Ша́пка-уша́нка — зимняя меховая, суконная или комбинированная шапка (первоначально — мужская), широко распространённый головной убор в России.
Ушанка получила своё название из-за наличия отложных наушей (наушников, «ушей»), в поднятом виде связанных на верху (макушке) или на затылке тесьмой.

## Ношение ушанки
Ушанка носится, как удобно человеку, обычно в сложенном состоянии, то есть с завязанными на макушке ушами, но при необходимости науши опускаются вниз вместе с околом (отворотом) на затылке, защищая от холода и ветра уши и затылок, а также частично щёки и подбородок человека, носящего ушанку. Науши также можно завязывать на затылке и под подбородком.
Шапка-ушанка, изготовленная из меха, у некоторых получила народное название «Чебурашка» по аналогии с мультипликационным персонажем.
В СССР разновидностью ушанки была «формо́вка» — меховая шапка, по форме напоминающая ушанку, у которой, однако, «уши» и «козырек» не отворачивались.

## История
Шапки с «ушами» известны у многих народов Евразии. Например, среди тюркских и монгольских народов бытовал малахай. У казахов ушами обладала шапка тымак (каз. тымақ), зимний головной убор. В зависимости от места происхождения тымак обладал различным покроем. Например, племя аргынов носили тымаки со сплошной узкой тульей, в то время как у найманов тымаки надевали поверх другой меховой шапки, борика (каз. бөрік) и поэтому у них была широкая тулья. Головные уборы с «ушами» и меховой подкладкой встречаются на некоторых западноевропейских картинах XV века, как, например, на портрете императора Священной Римской империи Сигизмунда Люксембурга (приписываемом кисти Пизанелло) или на внешней стороне одной из створок Гентского алтаря, расписанного ван Эйками, в подобном головном уборе изображён пророк Захария.
Существовали подобные шапки и в России, имея следующие региональные названия: ушанка (владимирский край), уша́нья (Костромская губерния), уша́тка (Вятская земля), капелюх, малахай (в частности, такое название употреблялось в Псковщине и Воронежье), кучма (вислоухая меховая шапка), тумак (Сибирь), треух (Псковщина, Тверской край, Смоленщина (там также известна как треушка), на верхнем Дону), треушник (Вологодчина), чеба́к, чиба́к или оплеуха (поморы). Несмотря на большое количество приведённых названий, предназначение, покрой и материал были примерно одними и теми же. Как правило, подобные шапки надевались в дорогу, в Сибири они были неотъемлемым атрибутом ямщиков. «Уши» завязывались на тесёмки и кожаные ленты. Несмотря на то, что «ушастые» шапки были мужским головным убором, иногда его могли носить и женщины. Считается, что малахай в русский костюм проник в начале XVIII века, будучи заимствованными у тюрок и монгольских народов, а к середине того же века они широко распространились в Европейской России и Сибири. С другой же стороны, треух известен с XVII века, в частности, он упоминается среди подарков Агафьи Грушецкой своей сестре Фёкле во время свадьбы Агафьи и царя Фёдора Алексеевича, подаренный треух был скроен из трёх оставшихся от «польских шапок» кусков алтабаса; помимо мирян, треух носился и монахами. Как и малахай, в XVIII-XIX веках треух был широко распространён в Европейской России, в том числе и на Русском Севере. Также среди «ушастых» шапок можно назвать каптур (он же каптырь), один из экземпляров которого, шитый из собольего меха и обладающий шитый золотом верхом, датирующийся концом XVII века, хранится в Государственном историческом музее. Чебак, в свою очередь, был позаимствован у ненцев, он обладал круглым верхом и длинными ушами, эта шапка изготавливалась из оленей шерсти и носилась и мужчинами, и женщинами.
Также шапки с «ушами» существовали у других восточнославянских народов: белорусов (бел. аблавуха) и украинцев (также, как и у русских, назывались треухами и малахаями).
Существует и другое мнение, что прообразом «шапки-ушанки» явилась «шапка-колчаковка», которая получила широкое распространение в Русской армии при А. В. Колчаке в 1918—1920 годах. Позднее мода на ушанки с круглой тульей распространяется в рабочей среде Петрограда, а затем и по всей России.

## Ушанки в вооружённых силах

### Ушанка на службе у Колчака

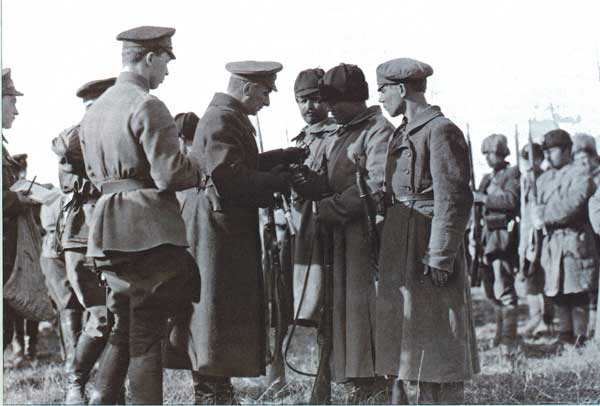
Шапка-колчаковка на голове награждаемого солдата

Первые головные уборы, сходные по своему виду с шапками-ушанками, начали использовать в Русской армии. С лета 1919 года получает широкое распространение «летний» вариант шапки Нансена. От классического варианта она отличалась тем, что, с одной стороны, была изготовлена полностью из сукна (то есть её назатыльник с ушами и передний клапан не обшивались мехом), а, с другой стороны, кроме вертикального переднего клапана, она имела ещё и козырёк (по-видимому, также обтянутый сукном).
К осени 1919 года «колчаковка» получает в войсках адмирала Колчака очень широкое распространение. Она не вытесняет полностью папахи и фуражки, но на многих фотографиях можно видеть белых бойцов вперемежку в фуражках и в таких шапках. Фотосвидетельства также дают возможность удостовериться, что некоторые части Русской армии были снабжены исключительно этим новым вариантом головных уборов.
При этом просматривается одна характерная особенность. У офицеров на вертикальном переднем клапане шапки стандартно крепится кокарда (которая иногда заменяется пришитой наискось бело-зелёной «сибирской» ленточкой), в то время как у рядовых бойцов кокарды просто отсутствуют. По мнению исследователя колчаковской униформы А. Петрова, это могло быть связано с нехваткой кокард, а также с тем, что уже сам необычный вид этого головного убора являлся отличительным признаком именно белых бойцов.                   :)

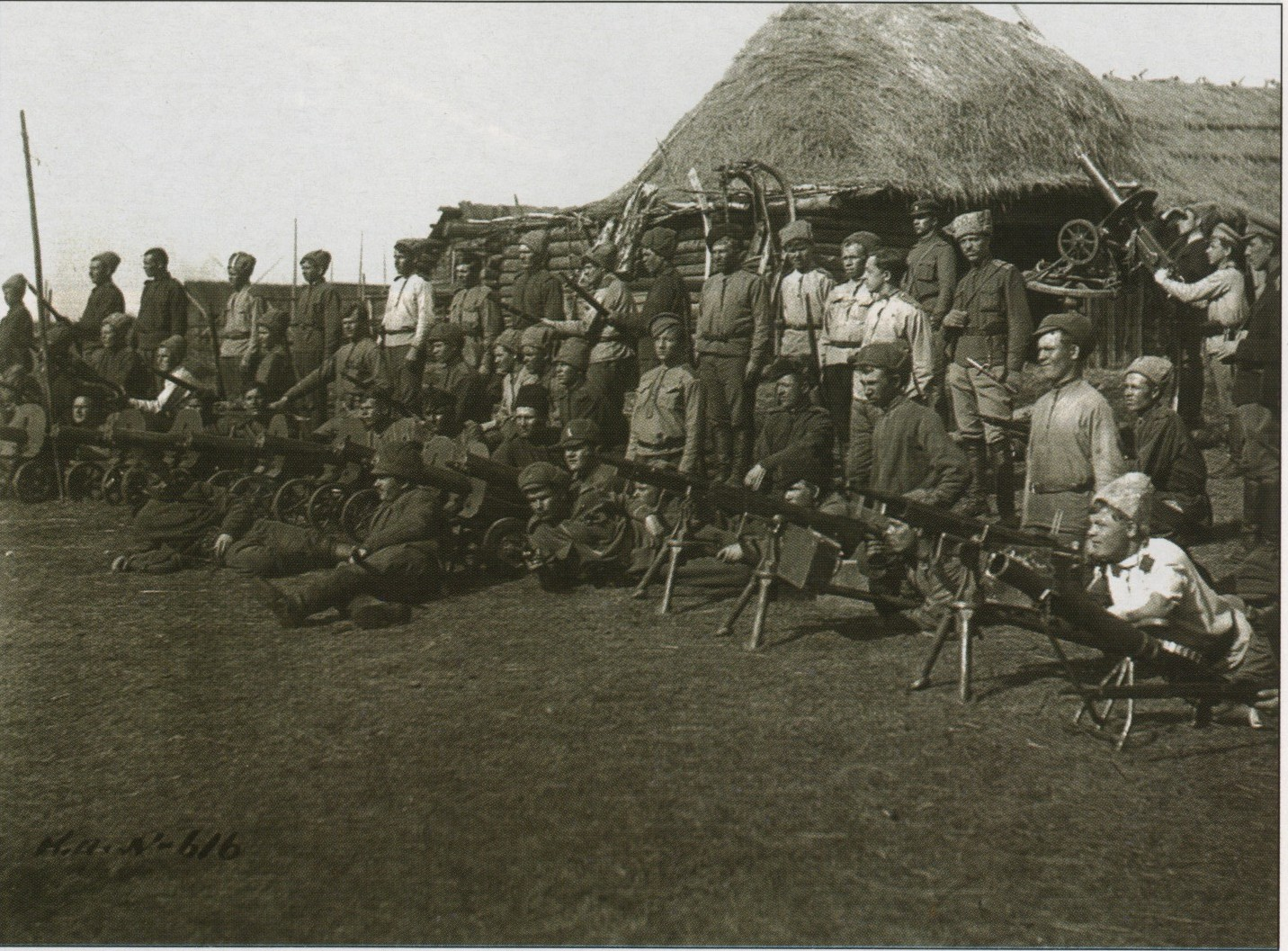
Пулемётные команды Русской армии. 1919 год
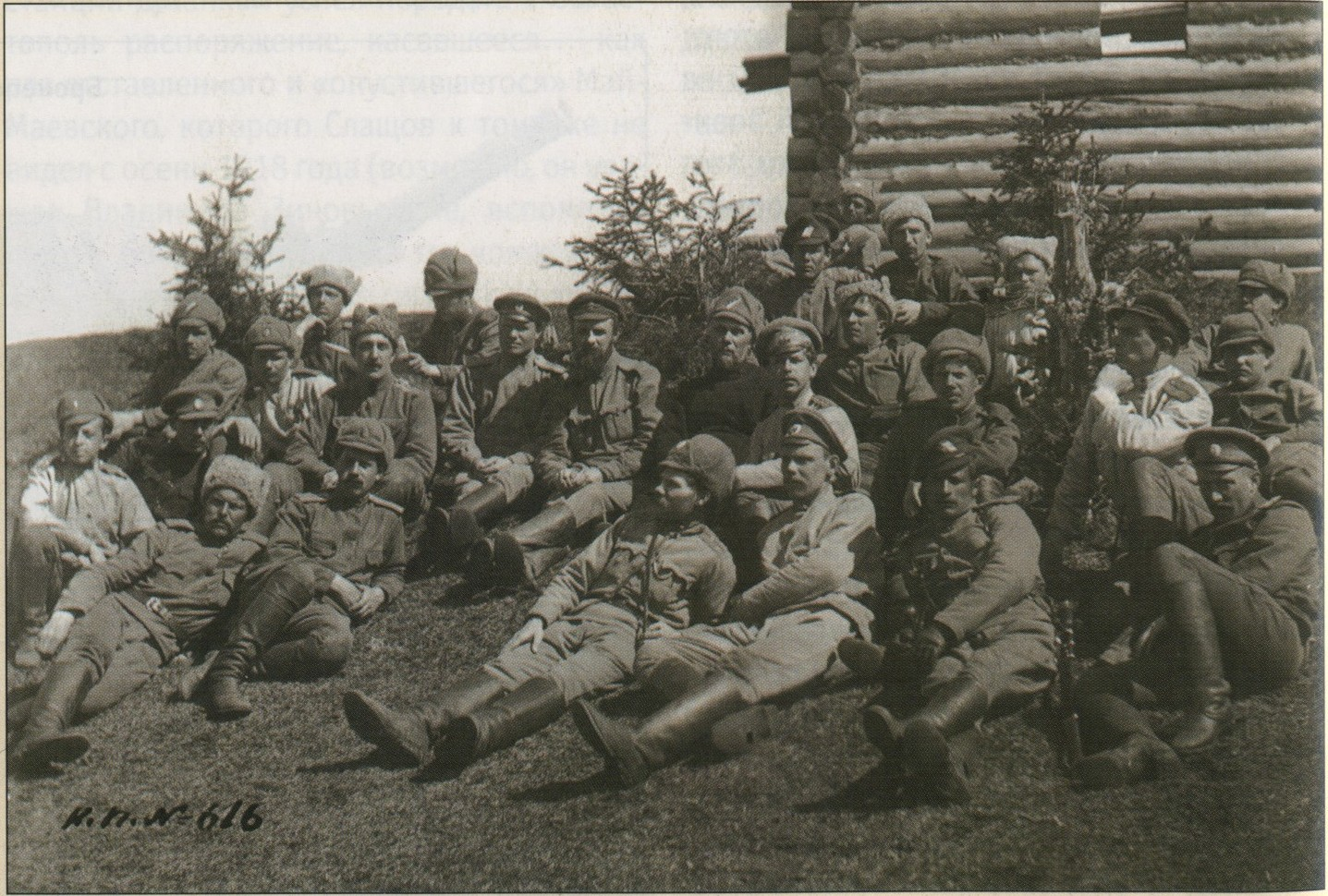
Группа колчаковцев на отдыхе. 1919. Значительная часть бойцов носит шапки-«колчаковки» — прообраз будущих шапок-ушанок

### Ушанка в РККА и милиции

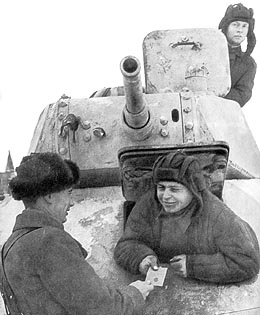
В автобронетанковых войсках РККА, экипаж Т-50 получает поздравление

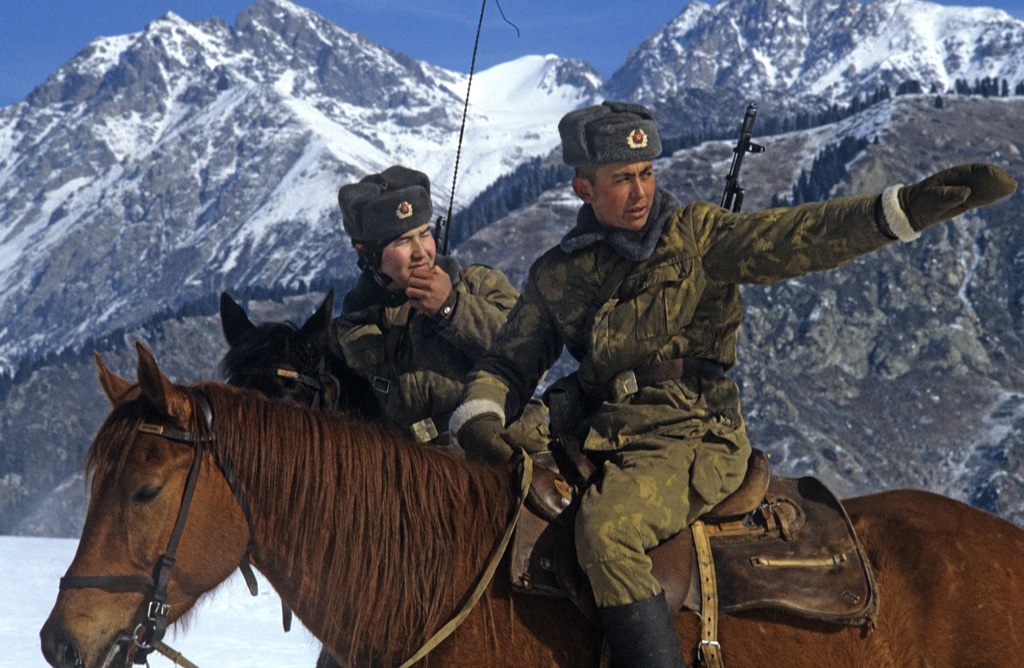
Конный наряд, П.в. КГБ СССР, горный участок советско-китайской границы, пограничная застава «Хоргос». КазССР, январь 1984 года

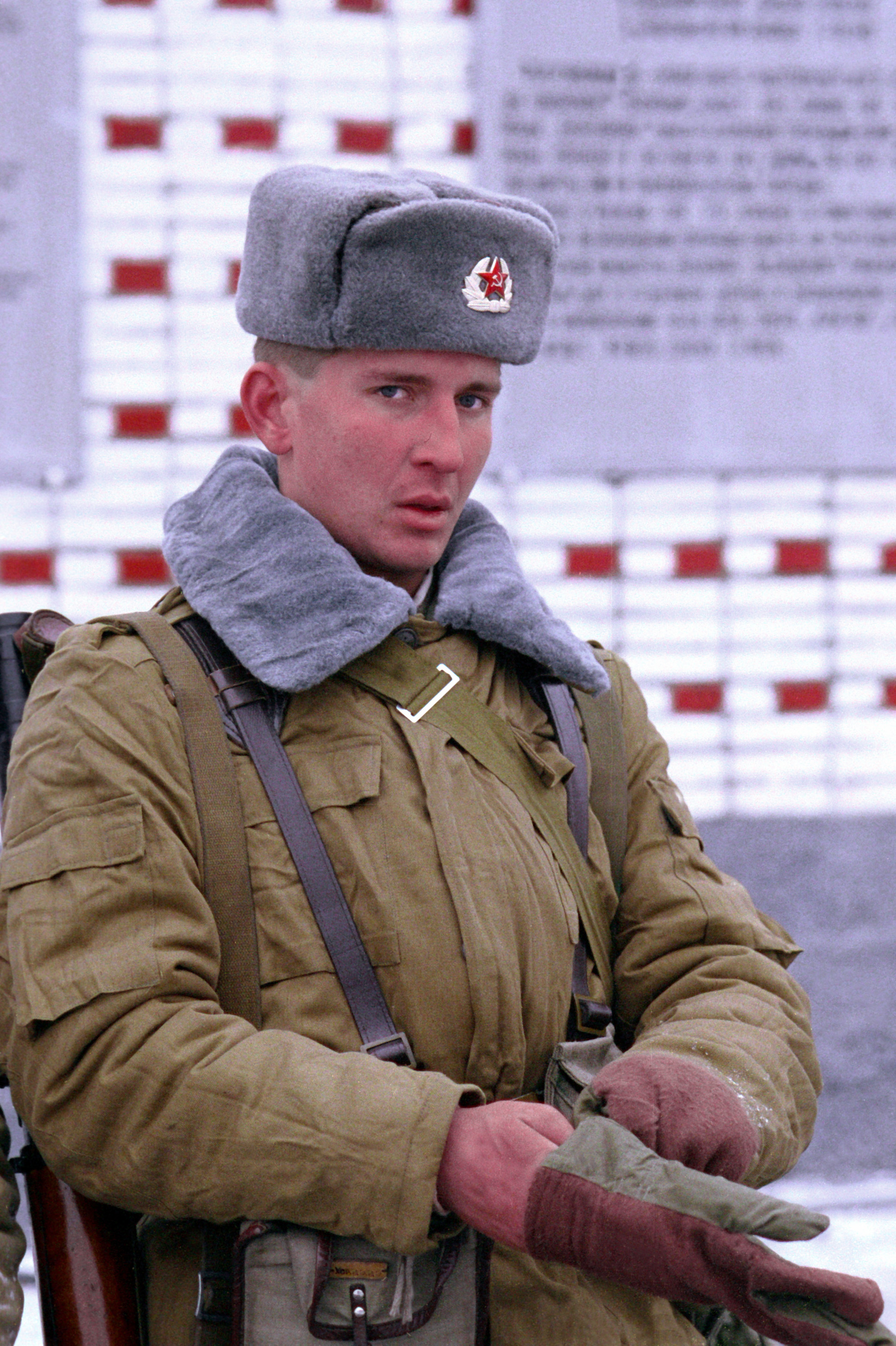
Рядовой Советской Армии, начало 1990-х годов

С 1931 года на снабжении РККА состояла так называемая шапка (финка), в целом похожая на шапку-ушанку, но с отгибающимися назатыльником, прикрывающим уши вместо наушников.
Ещё в 1934 году на снабжение Военно-Морских сил РККА (ВМФ) принимается шапка-ушанка чёрного цвета. Шапка-ушанка состоит из окола, суконного чёрного колпака, козырька и назатыльника с наушниками. Наушники в опущенном положении завязываются на тесьму, а в поднятом заправляются внутрь назатыльника.
В соответствии с приказом наркома ВМФ № 426 от 20 октября 1939 года суконный колпак заменён на кожаный из чёрного шеврета, в центре наверху добавлена обтянутая кожей декоративная пуговица. Для шапок высшего и старшего командного состава используется мех мерлушки чёрного цвета, а для шапок среднего командного состава и сверхсрочнослужащих — мех цигейки чёрного цвета.
С 1940 года шапка-ушанка была введена в качестве форменного зимнего головного убора РККА и милиции. Одновременно с шапкой-ушанкой на снабжение вводится стальной шлем (каска) СШ-40, который носился с подшлемником, но некоторые надевали его поверх шапки-ушанки. Изначально такие шапки изготавливались из меховой овчины светлых окрасов, затем их стали делать серыми. В ВМФ они были также введены, но чёрного цвета. В период Великой Отечественной войны изготавливались в массовом порядке, в том числе и из искусственного меха, что объяснялось необходимостью удовлетворения потребностей действующей армии.
В Вооружённых Силах СССР шапки-ушанки являлись элементом формы одежды военнослужащих.
В Советской Армии и в ВМФ СССР рядовой и сержантский (старшинский) состав носил шапки со звездой, в 1970-е годы установили ношение звезды с эмблемой (обрамление звезды золотистыми листьями).

Шапка-ушанка состоит из окола, колпака и тульи. Окол меховой, состоит из козырька, назатыльника с наушниками и тесьмой для их завязывания; изготовляется для личного состава взводов Сухопутных войск и Военно-воздушных сил из серого каракуля, а для взвода Военно-Морского Флота — из чёрного каракуля. Колпак, козырёк и назатыльник подлицевые из сукна: для личного состава взвода Сухопутных войск стального цвета, взвода Военно-воздушных сил — тёмно-синего цвета, для старшин и матросов взвода Военно-Морского Флота — чёрного цвета, для офицеров взвода Военно-Морского Флота — из кожи чёрного цвета. Тулья состоит из дольника и кружка, стёганных на вате с подкладкой. В центре козырька: кокарда с эмблемой — для офицеров взводов Сухопутных войск и Военно-воздушных сил, эмблема — для офицеров взвода Военно-Морского Флота, пятиконечная звезда с эмблемой — для сержантов, солдат, старшин и матросов.— Приложение к приказу Министра обороны СССР 16 февраля 1971 года № 29 «Об изменении особой парадной формы одежды для личного состава рот почётного караула»
Генералы и полковники по форме одежды вместо шапок-ушанок носят каракулевые папахи, а равные им военнослужащие ВМФ — шапки из чёрного каракуля с козырьком.
Для районов с холодным климатом выпускалась модель шапки-ушанки с длинными наушниками (на жаргоне — «полуторка»). В отличие от обычных ушанок, имела в 1,5 раза более длинные наушники («уши»), которые закрывали уши, щеки и шею ниже подбородка, а в сложенном состоянии «наверх» наушники накладывались друг на друга, из-за чего шапка имела своеобразный «полуторный» вид. В опущенном положении «снизу» — наушники застёгивались на специальную пуговицу или завязывались тесьмой. Также тесьма использовалась при носке шапки «наверх», «назад» («по-лыжному»).
В зависимости от норм снабжения, личный состав (л/с) ВС СССР получал шапки-ушанки из натурального или искусственного меха.
В настоящее время шапки-ушанки носят с кокардами, установленными для армии, авиации и флота.

## Ушанка в современных ВС России

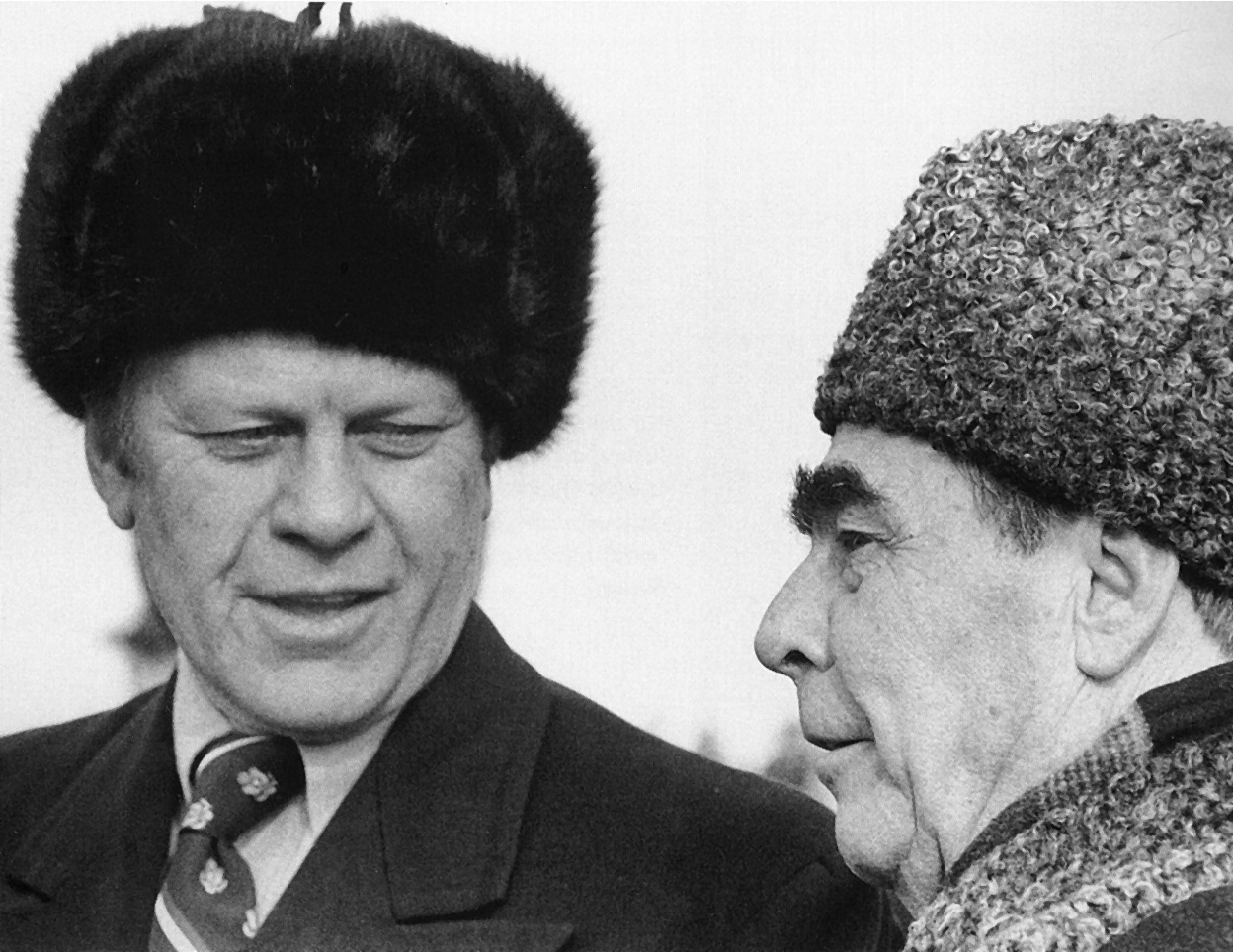
Президент США Джеральд Форд в ушанке на встрече с Леонидом Брежневым. Владивосток, 1974 год

В современных ВС России ношение шапки-ушанки с опущенными наушниками и околом допускается при температуре воздуха −10 °С и ниже, а с наушниками, связанными сзади, — при обслуживании вооружения и военной техники, на хозяйственных работах и в других случаях по указанию командира подразделения. При поднятых наушниках концы тесьмы завязывают и заправляют под наушники, при опущенных наушниках завязывают под подбородком. Шапку-ушанку носят прямо, без наклона, при этом нижний край шапки-ушанки должен находиться на расстоянии 2-4 см над бровями.
Ношение ушанки под шлемом не предусмотрено, должен выдаваться подшлемник, но это соблюдается крайне редко и поэтому шлем носят с ушанкой, что крайне неудобно. Да и шлем, надетый поверх ушанки, практически не прикрывает голову. В ушанке голова практически не дышит. Тем более, надо учитывать, что ушанка носится с 11 октября по 11 апреля, во время ношения зимней формы одежды. Часть этого периода может быть вполне жаркая погода. По уставу военнослужащие и сотрудники полиции на посту должны быть в головном уборе. Таким образом, они вынуждены находиться в жарком помещении с зимней шапкой на голове. Ушанка впитывает воду и плохо сохнет. В частях специального назначения вместо шапки-ушанки часто используется вязаная шапка или балаклава, ношение которой как отдельно, так и с шлемом более удобно.

## Ушанки в мире

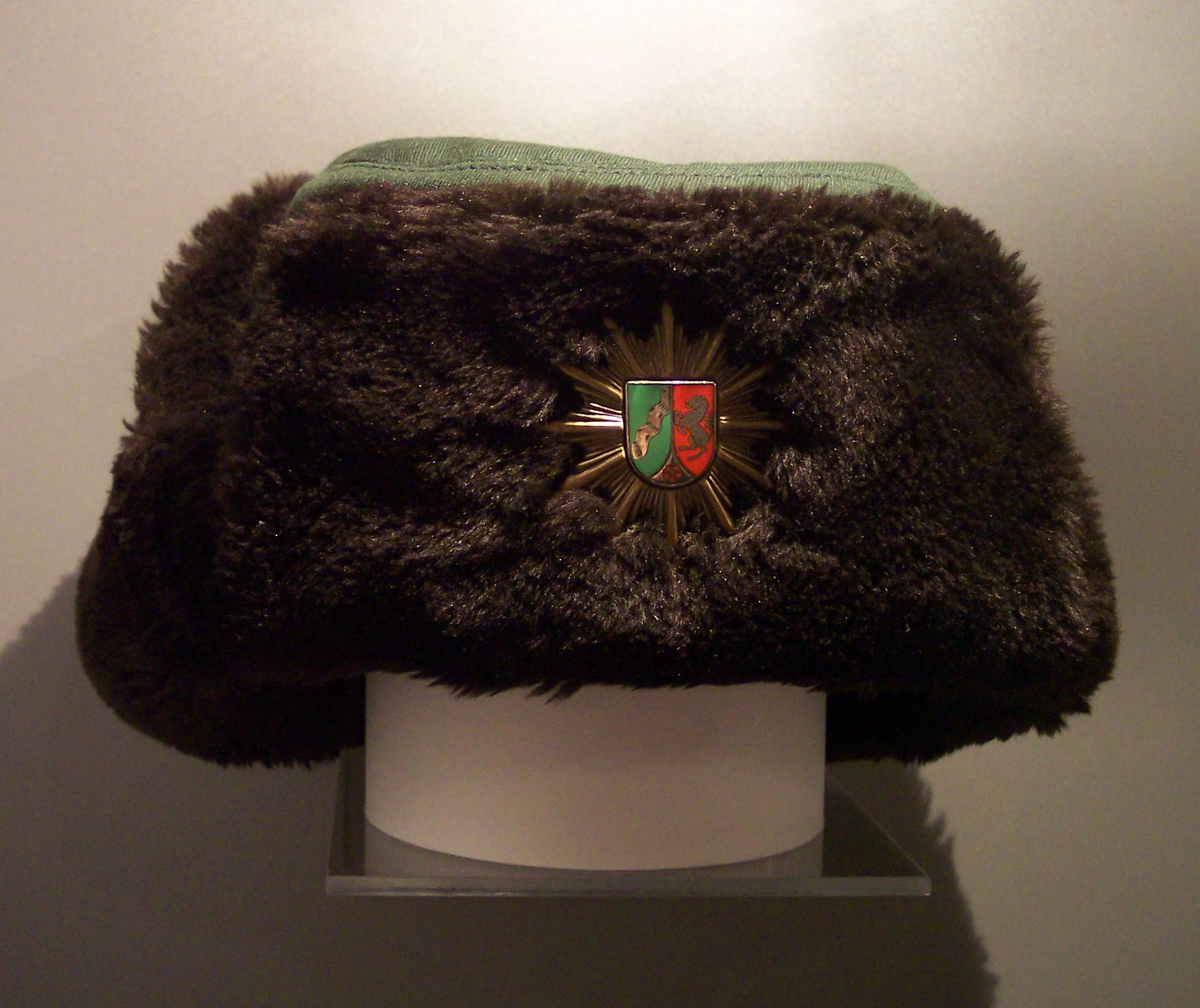
Полицейская шапка-ушанка земли Северный Рейн-Вестфалия

В западном мире ушанка является составной частью стереотипного «образа русского» (например, в голливудском кинематографе, на карикатурах и тому подобное), по-английски называется просто ushanka. Схожие головные уборы распространены во многих странах мира. Например, головные уборы такого типа относятся к традиционной национальной одежде у казахов, монголов, китайцев и широко распространена у гражданских и военных в таких странах как Казахстан, Китай, Северная Корея, Монголия, также присутствуют на произведениях позднесредневековой европейской живописи, в частности, северного Возрождения. Ушанки нередко носят также в Канаде, где она выступает и как элемент зимнего обмундирования некоторых вооружённых формирований. Похожая шапка (но без длинных ушей и с пуговицей на макушке) распространена в Финляндии.

### Ушанка в немецкой полиции
С 2000-х годов ушанка является элементом общегерманской зимней формы полиции Германии.
В 2011 году профсоюз полицейских земли Северный Рейн — Вестфалия протестовал против ношения меховых шапок-ушанок «русского образца». Представитель профсоюза полицейских GdP А. Пликерт заявил, что «полицейские в шапках-ушанках выглядят „курам на смех“… Мы всё же не в Москве». Из 15 тысяч патрульных данной земли ушанку заказала всего одна тысяча. По словам представителя профсоюза, министерство внутренних дел тестировало иную модель — бейсболку с защитой для ушей, — однако та провалила тест, а ушанка выиграла.

## В религии
У старообрядцев ношение треухов и малахаев было запрещено, поскольку «уши» напоминали рога.

## Галерея

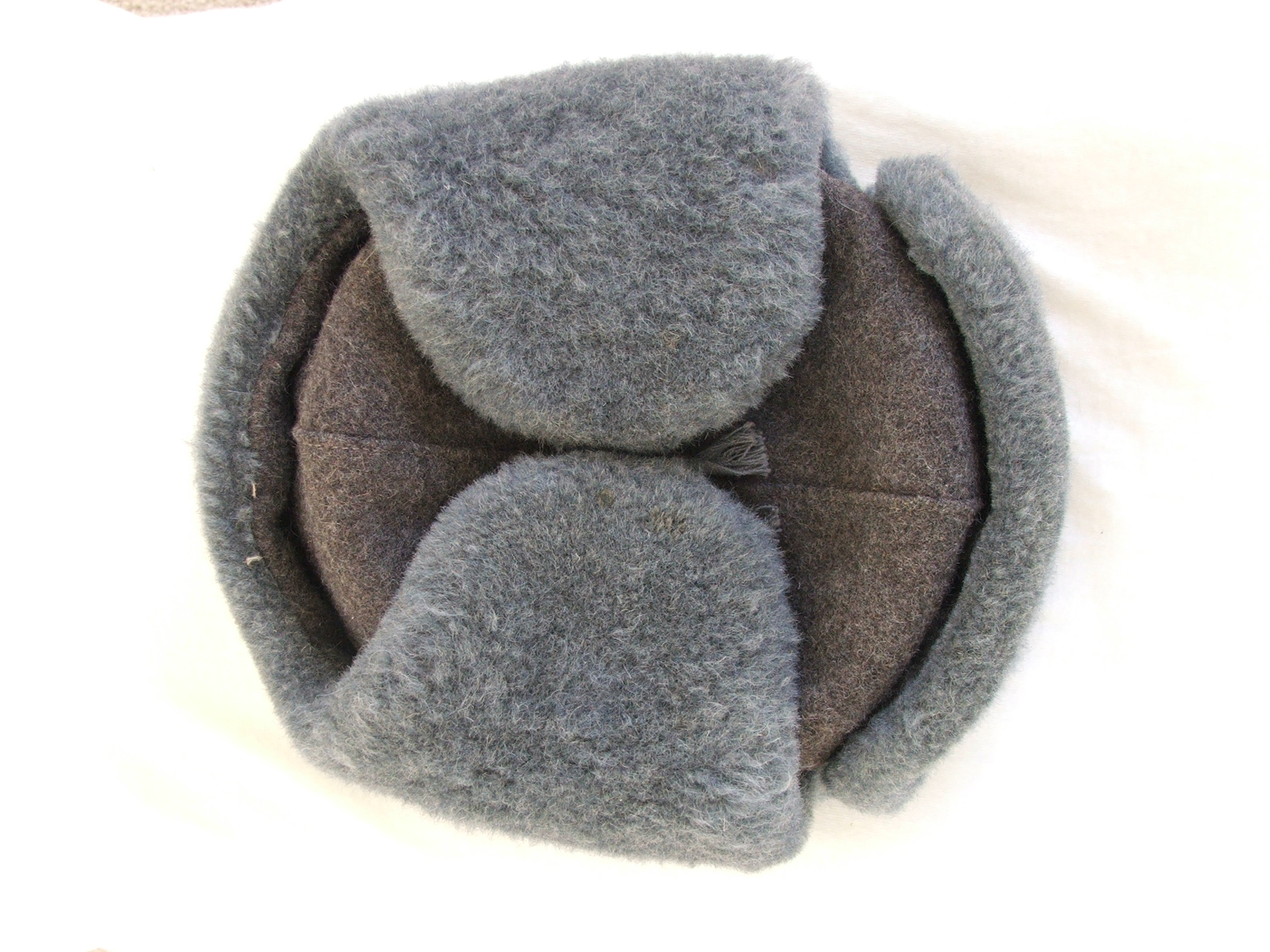
Ушанка армейского образца сверху…
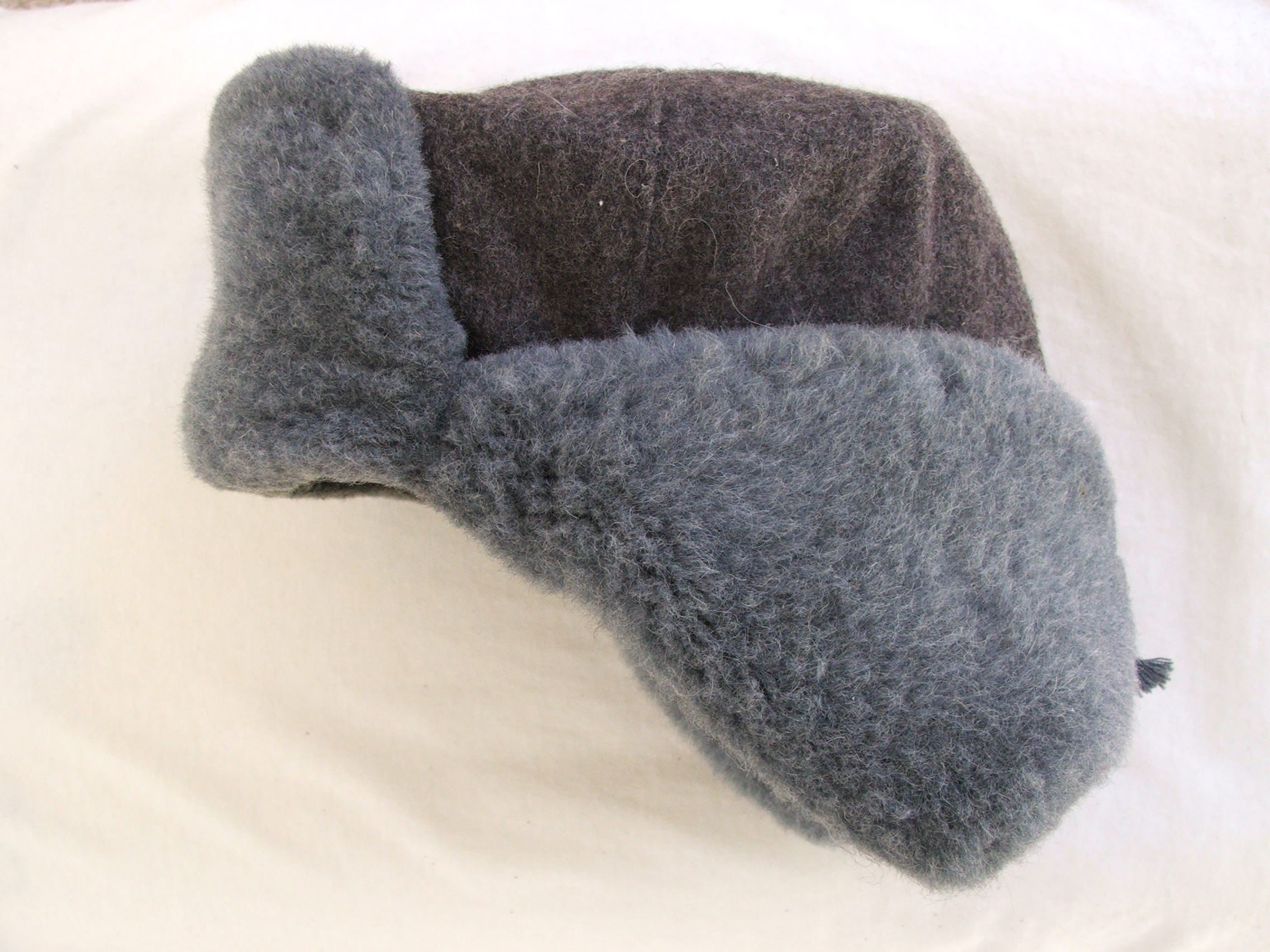
…сбоку,
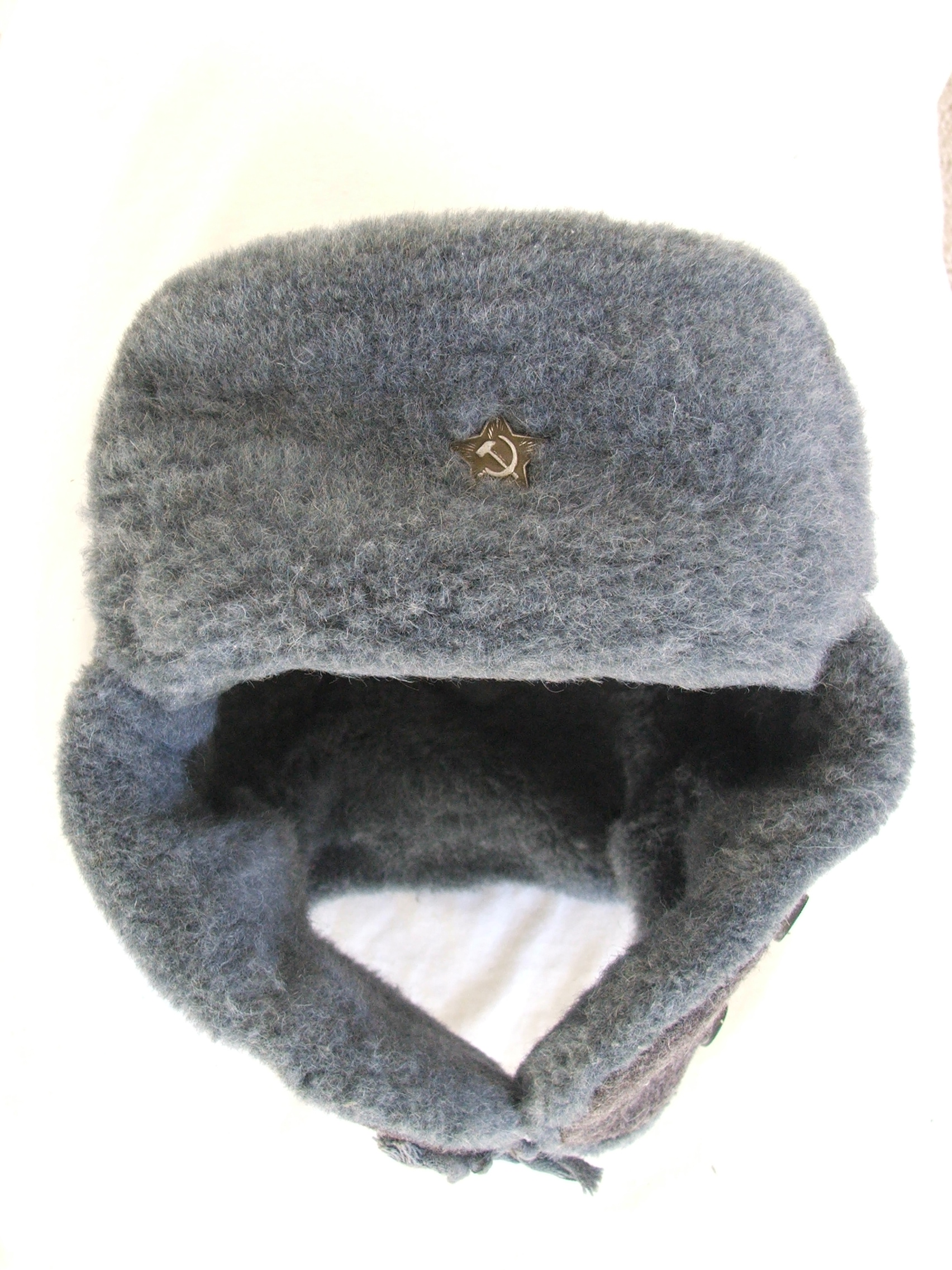
…спереди
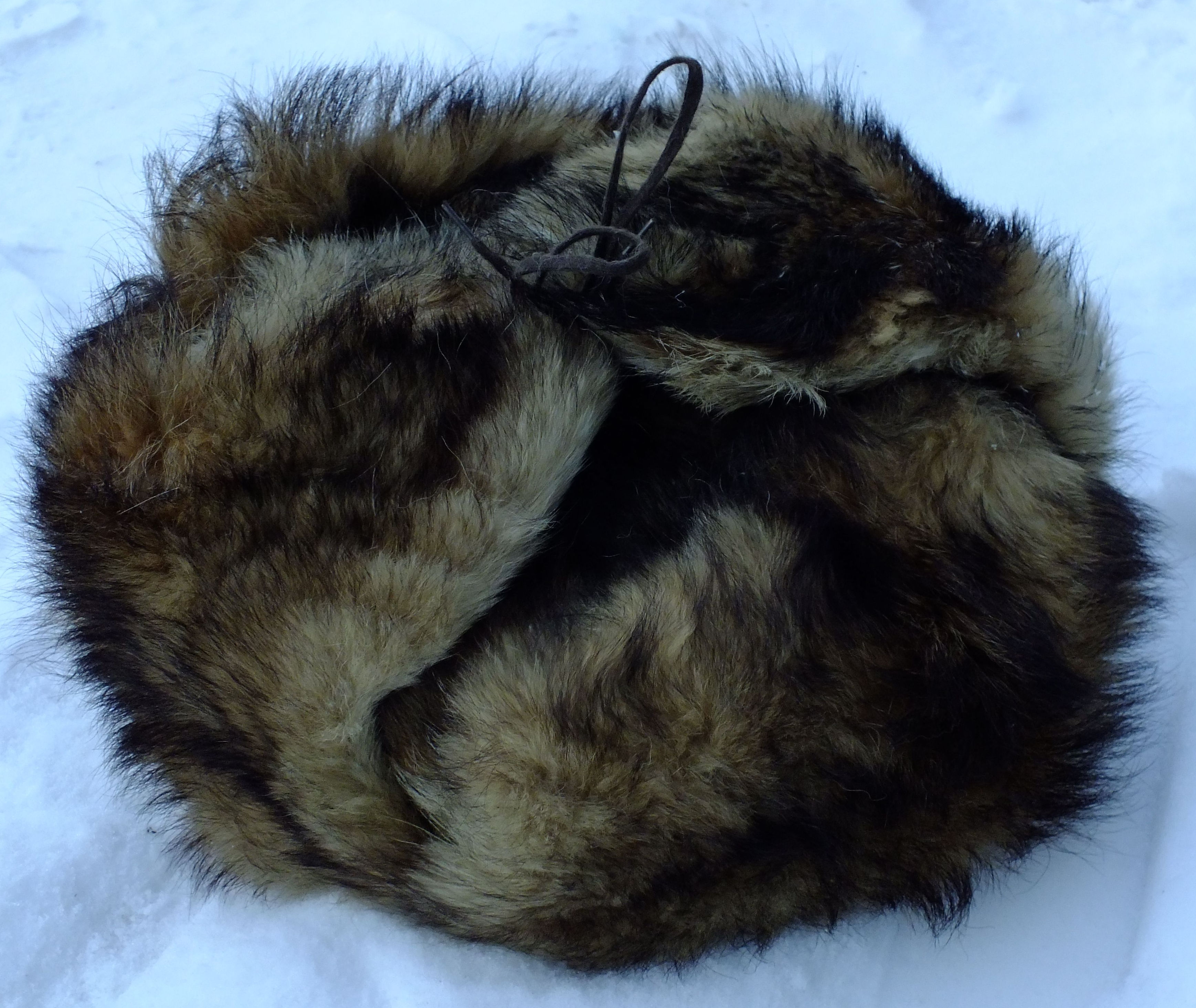
Ушанка из собачьего меха
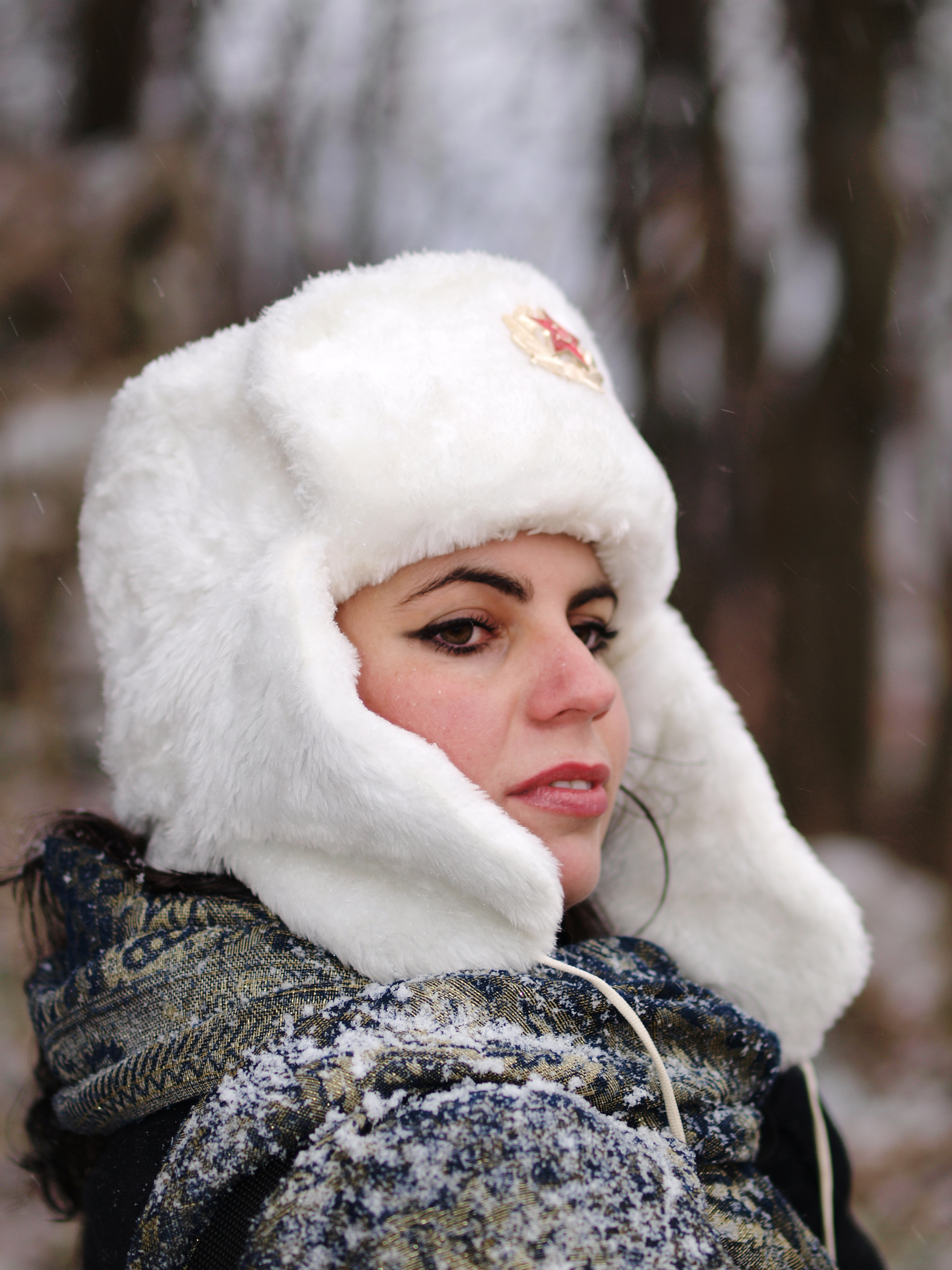
Белая ушанка
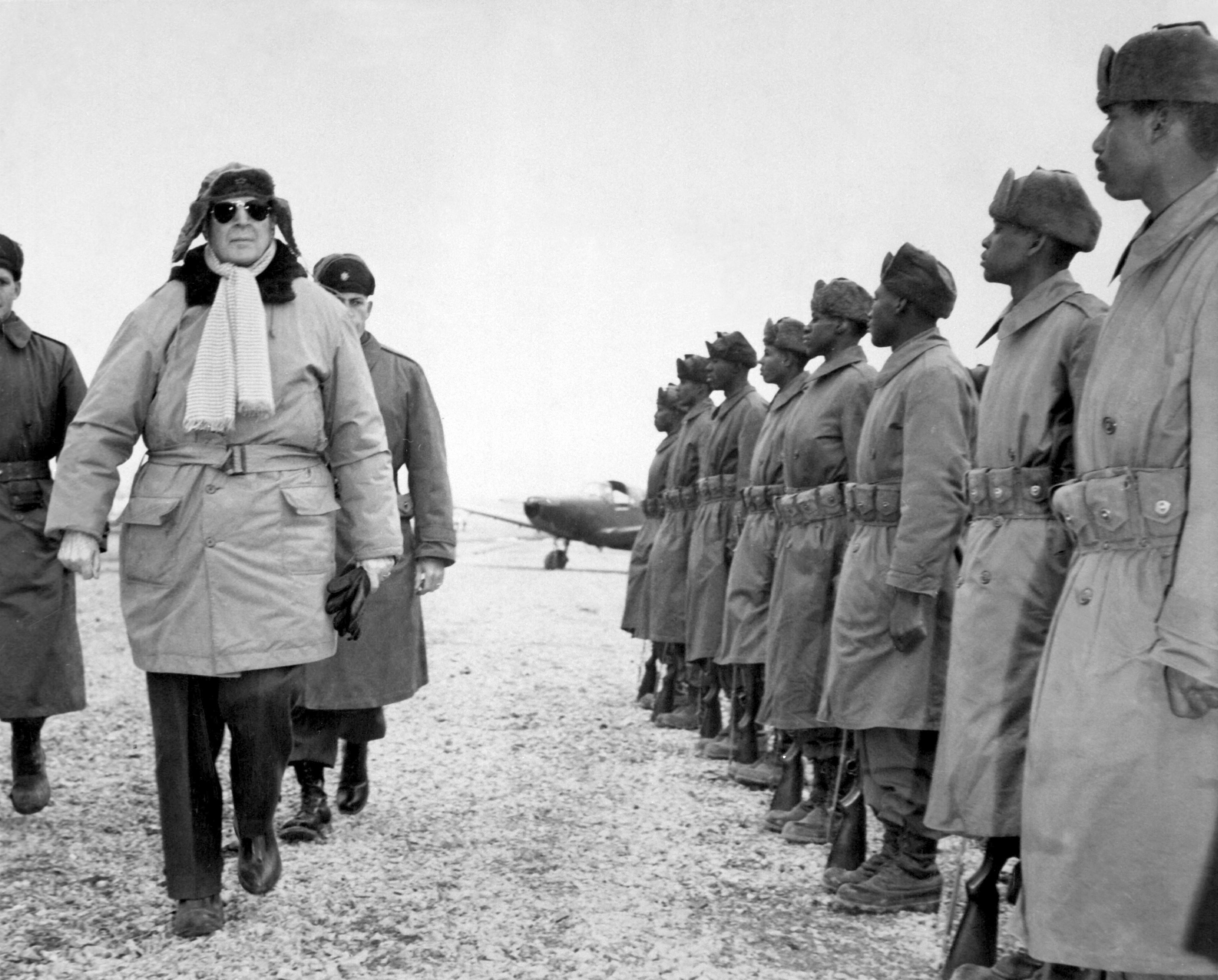
Генерал Д. Макартур и американские солдаты в ушанках, война в Корее
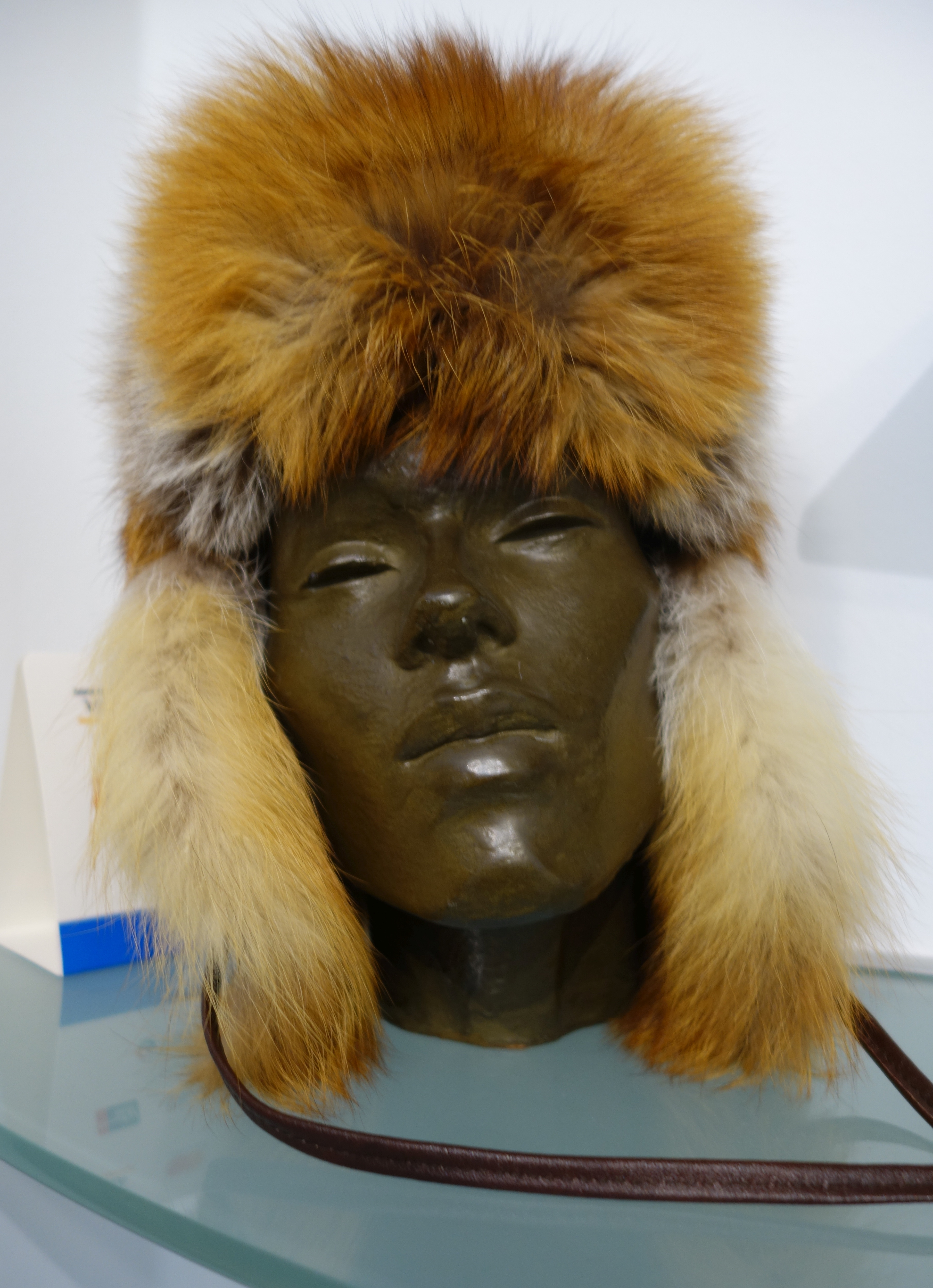
Ушанка из лисьего меха
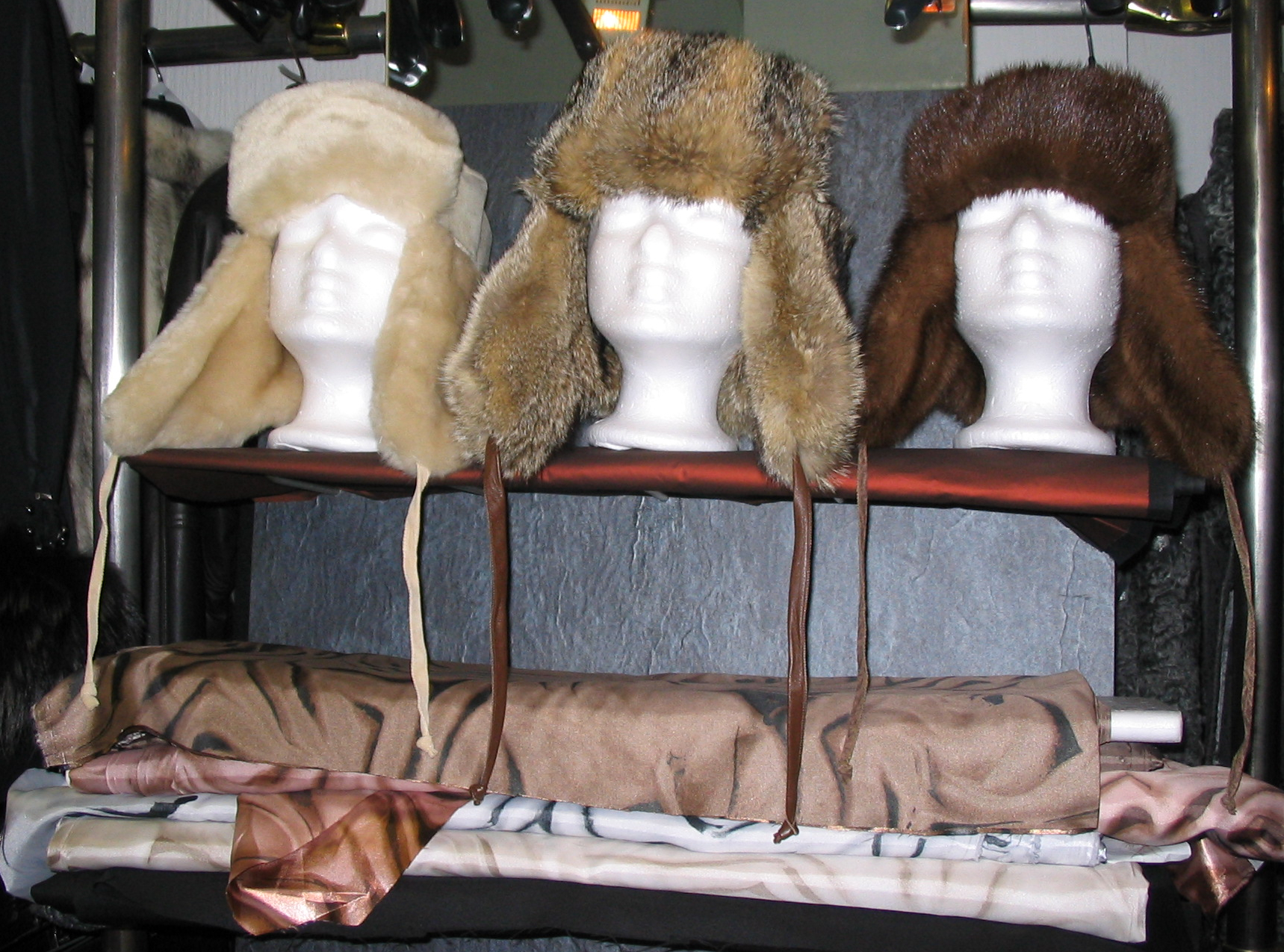
Ушанки из различных мехов (слева направо — овчина, серая лиса, норка)
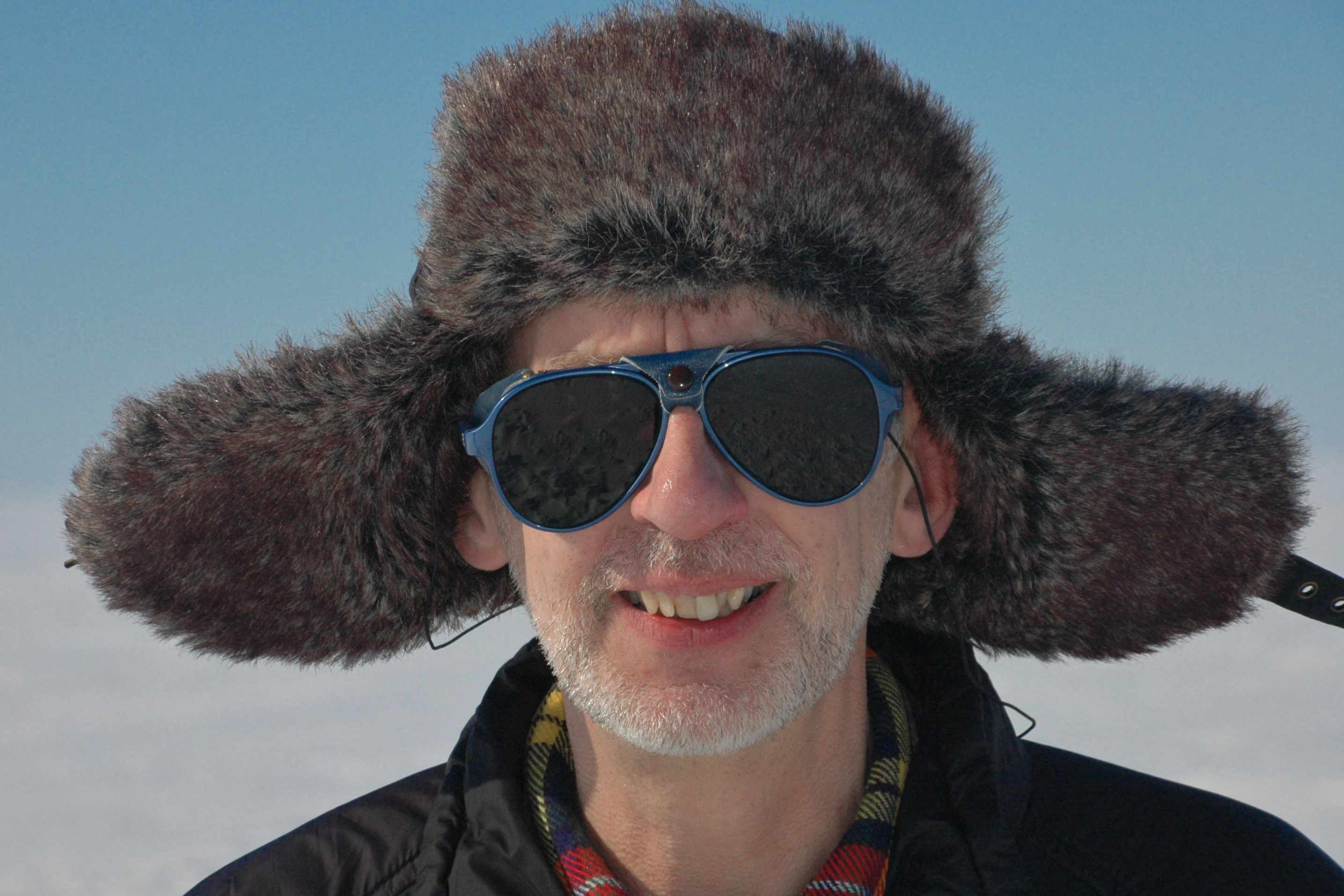
Британский метеоролог Джонатан Шенклин[англ.] (англ. Jonathan Shanklin) в ушанке с широко расставленными лопастями, Антарктида, 2012 г.
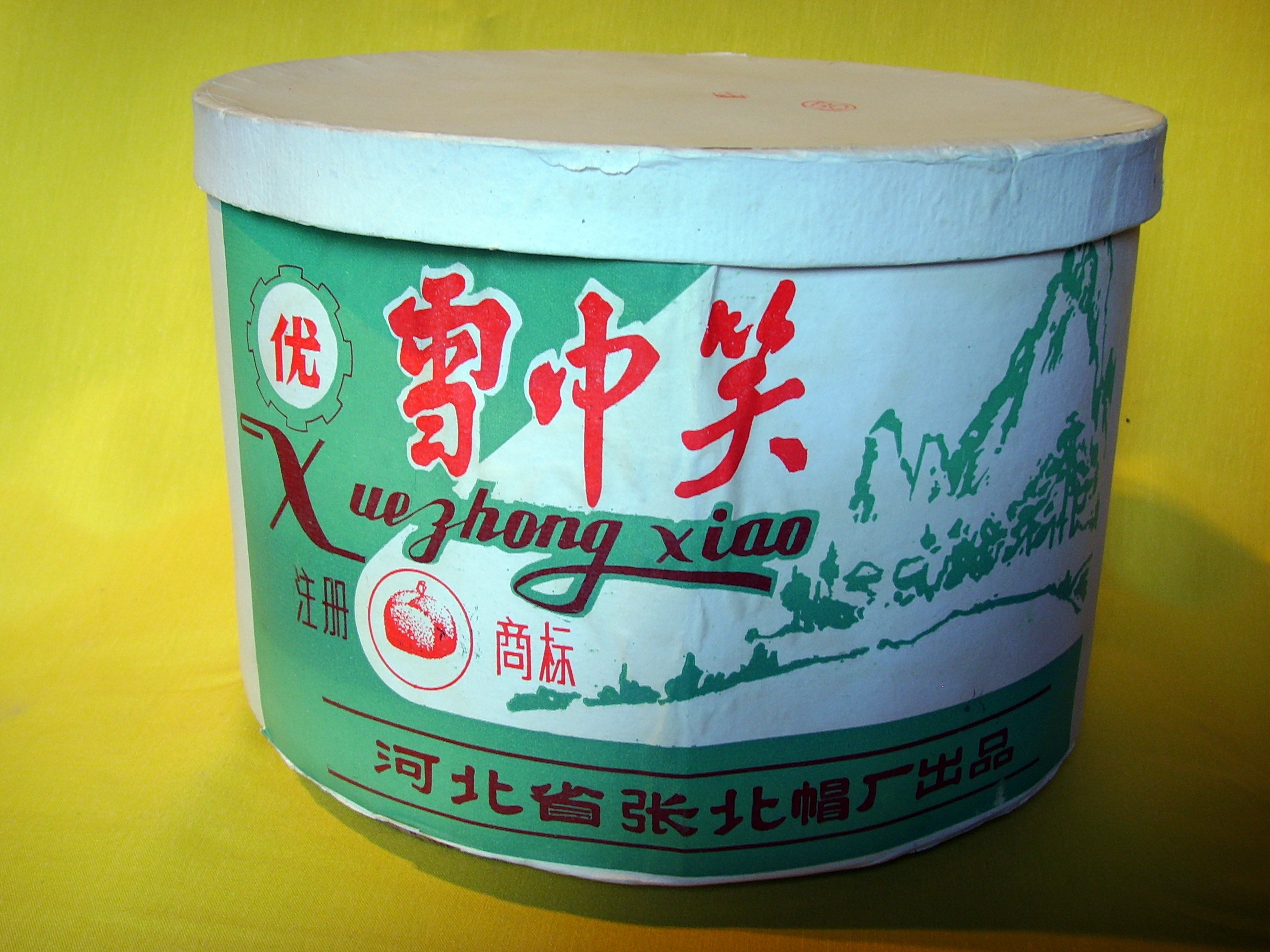
Футляр для ушанки, Китай, 1985 г.
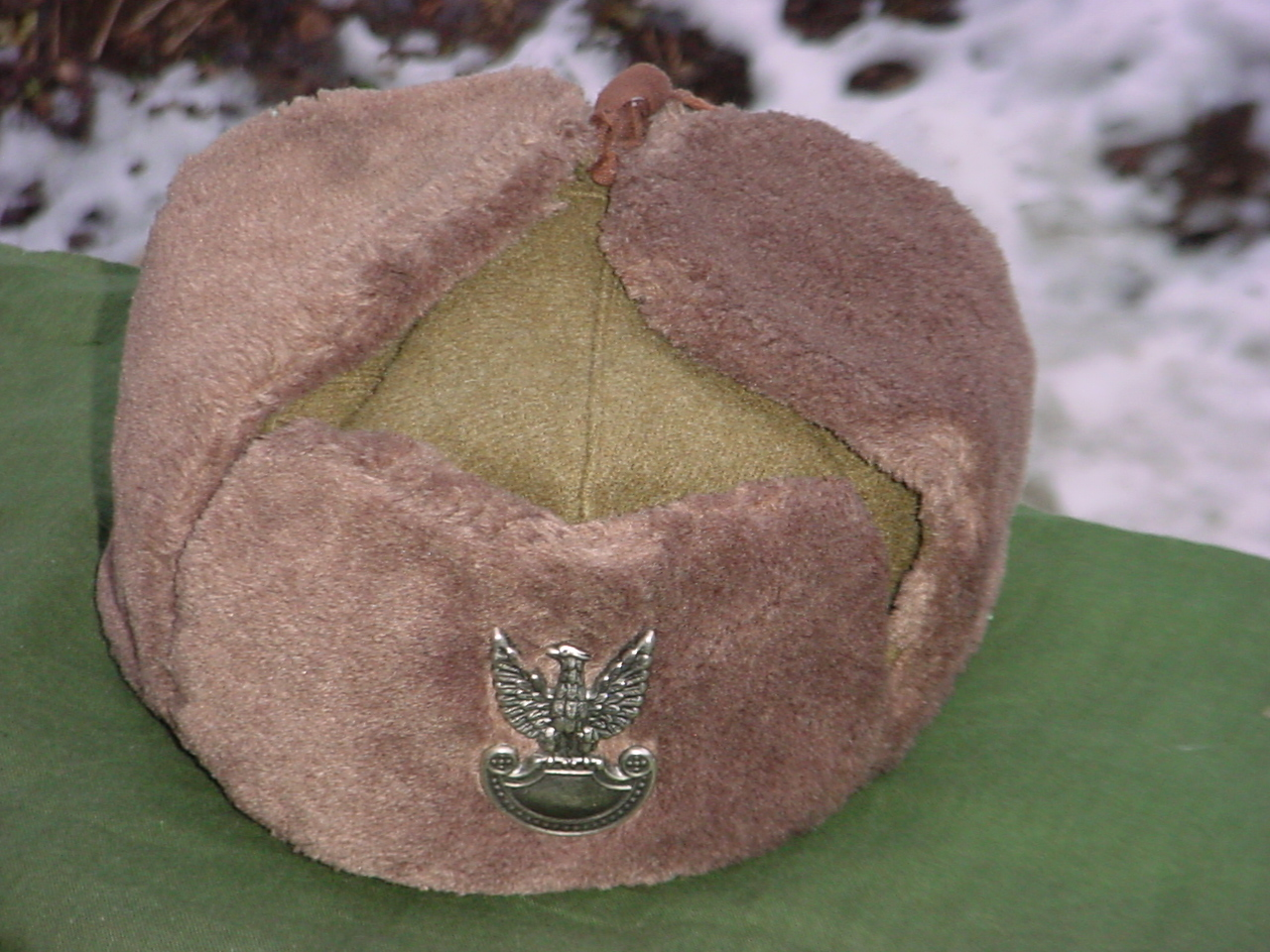
Форменная ушанка Народного войска Польского

## Ушанка в изобразительном искусстве
- «Первый снег», картина Аркадия Пластова.